# Skupowo
Skupowo (wymowa lokalna: Skupavo – z akcentem na pierwszą sylabę) – wieś w Polsce położona w województwie podlaskim, w powiecie hajnowskim, w gminie Narewka. Leży na wielkiej polanie. Od południa i wschodu sąsiaduje z Puszczą Białowieską, od północy i zachodu zaś – z Puszczą Ladzką.
Pod względem typu osadnictwa Skupowo stanowi przykład widlicy (Skupowo Stare i Skupowo Nowe), chociaż występują tu również kolonie, jak również elementy wsi rozproszonej.
Pomiędzy odnogami widlicy znajduje się obniżenie terenu, w którym bierze swój początek rzeka Okulanka – dopływ Narewki.
We wsi znajduje się radiolatarnia DVOR/DME dla samolotów.
Przez polanę, kilkaset metrów na wschód od głównych zabudowań wsi, biegnie linia kolejowa Granica państwa-Chryzanów, na której znajduje się – ukryta w Puszczy Białowieskiej – stacja kolejowa, której wieś użyczyła nazwy; na południe od głównych zabudowań wsi przebiega droga wojewódzka nr 687
Prawosławni mieszkańcy wsi należą do parafii św. Mikołaja w Narewce, luterańscy zaś – do parafii ewangelicko-augsburskiej w Białymstoku. Wierni kościoła rzymskokatolickiego należą do parafii św. Jana Chrzciciela w Narewce.

## Historia
Wieś królewska ekonomii brzeskiej położona była w końcu XVIII wieku w powiecie brzeskolitewskim województwa brzeskolitewskiego. W latach 1975–1998 miejscowość administracyjnie należała do województwa białostockiego.

Wieś Skupowo nie jest faktycznie w stosunku do Puszczy wewnętrzna, posiadając wylot do m-ka Narewki. Geneza tej wsi jest dla nas zagadkowa.
Wyłania się ona bowiem na chwilę z jednego dokumentu z r. 1592 (155), by potem zniknąć całkowicie z pola naszej obserwacji na całe
dwa stulecia; nie znajdujemy najmniejszej o niej wzmianki, nie figuruje ona w żadnym inwentarzu ani jako wieś „ciahła”, ani osocka. Dopiero pod sam koniec XVIII w. i w początku XIX znajdujemy Skupowo jako folwark z pół setką dymów i wsiami Skupowem, Olechówką, Gnilcem w dzierżawie u różnych osób,-to oddzielnie, to razem z folw. Narewką, Masiewem, Białowieżą i t. p. W kazdym razie musimy zaliczyć Skupowo do kategorii t. zw. dzierżaw (...).

Późniejsze wzmianki o Skupowie pochodzą z 1833 roku; mieściła się tu siedziba dworska, należąca w 1843 do Kazimierza Butkiewicza.
31 lipca 1941, w ramach akcji tzw. „oczyszczania Puszczy Białowieskiej” inspirowanej przez Hermanna Göringa, hitlerowcy wysiedlili mieszkańców Skupowa, a wieś zrównali z ziemią. Wieś liczyła wtedy 160 gospodarstw.

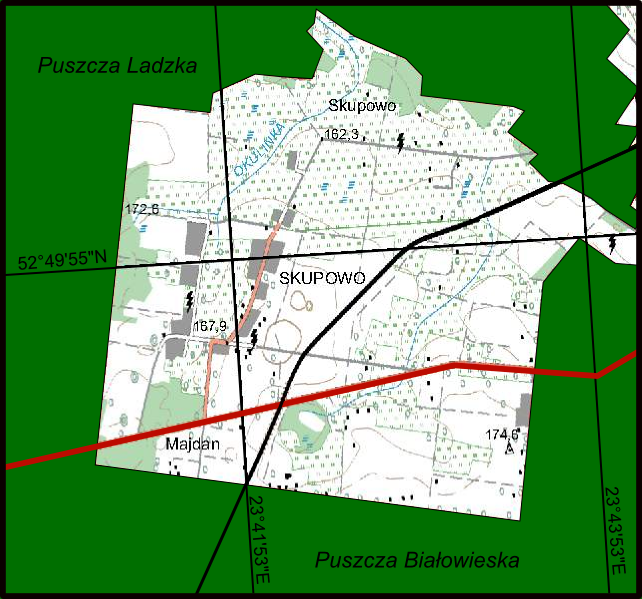
Plan wsi Skupowo

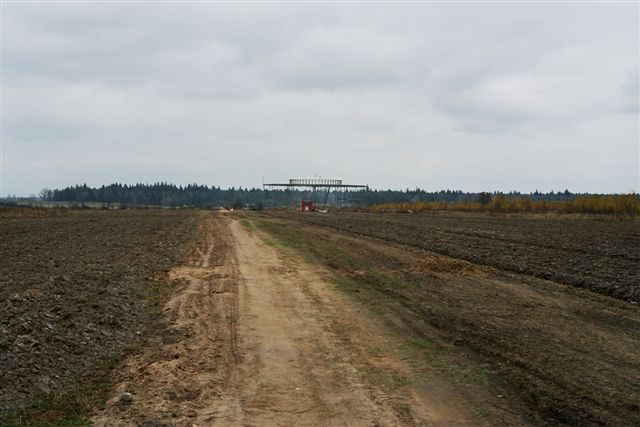
Radiolatarnia